# Boråsposten
Boråsposten utgiven i Borås under perioden 1 maj 1893 till 31 december 1902.
Med fullständiga titeln Boråsposten, Tidning för Borås och södra Västergötland till 14 november 1894 varefter titeltillägget ändrades till: Stora upplagan från 16 november 1894.

## Redaktion
Utgivningsbevis för tidningen Boråsposten utfärdades 23 mars 1893 för redaktionssekreteraren Anders Brander. 11 provnummer av tidningen kom ut från 5 april till 28 april 1893. Anders Brander erhöll utgivningsbevis den 16 oktober 1894 också för Boråspostens stora upplagan. Anders Brander var tidningens ende ansvarige utgivare och redaktör. Tidningens politiska tendens var frisinnad enligt tidningen 5 april 1893. Redaktionsort var Borås. Tidningen hade flera editioner, huvudupplagan stora upplagan kom ut oftare 3 dagar i veckan. Från 17 november 1894 till 31 december 1901 kom veckoupplagan Västergötland ut på lördagar, medan halvveckoupplagan kom ut bara under 1902 med två nummer per vecka onsdag och lördag. Tidningen hade periodisk bilagor som kom oregelbundet. Tidningens Annonsbladet kom ut 1919 till 1926 på fredagar. Utgivningsfrekvensen var från 5 april 1893 till 28 november 1902 tre dagar per vecka måndag, onsdag, fredag och sedan från 1 december 1902 till årets slut sex dagar per vecka. Efter tidningens nedläggning fortsatte utgivningen som Västra dagbladet Boråsposten som kom ut från 2 januari 1903 till 31 maj 1918. Tidningen assimilerade tidningen Vestergötland, Veckotidning för Elfsborgs län och angränsande städer som efter 17 november kallades Boråsposten, Veckoupplagan. Vestergötland.

## Tryckning
Förlaget hette hela tiden Anders Brander i Borås, och tryckeri var Boråspostens boktryckeri i Borås. Tidningens fyra sidor trycktes med typsnittet antikva med bara svart färg på varierande satsytor mest 55-57 x 39 cm men även större och mindre. Folioformatet hade 6 spalter, omväxlande med 8 spalter. Priset för tidningen var 1893 4 kronor för april till december,1894 5 kronor för helåret, medan veckoupplagan (ett nummer vecka) kostade 1,20 kr 1895 och 70 öre 1896-1901 och halvveckoupplagan (2 nummer /vecka) kostade 1902 1,20 kr.